# Джо Гант
Джо Гант (англ. Joe Hunt; 17 лютого 1919 — 2 лютого 1945) — колишній американський тенісист.
Перемагав на турнірах Великого шолома в одиночному розряді.
Завершив кар'єру 1945 року.

## Фінали турнірів Великого шолома

### Одиночний розряд: 1 (1 перемога)
| Результат | Рік  | Турнір                     | Покриття | Суперник     | Рахунок             |
| --------- | ---- | -------------------------- | -------- | ------------ | ------------------- |
| Перемога  | 1943 | Національний чемпіонат США | Трава    | Джек Креймер | 6–3, 6–8, 10–8, 6–0 |

## Часова шкала результатів на турнірах Великого шлему
| W | Ф | ПФ | ЧФ | #Р | КТ | К# | DNQ | A | NH |

| Турнір                                                                         | 1936 | 1937 | 1938 | 1939 | 1940 | 1941 | 1942 | 1943 |
| ------------------------------------------------------------------------------ | ---- | ---- | ---- | ---- | ---- | ---- | ---- | ---- |
| Список переможців турнірів Великого шлема серед чоловіків в одиночному розряді |      |      |      |      |      |      |      |      |
| Відкритий чемпіонат Австралії з тенісу                                         |      |      |      |      |      | NH   | NH   | NH   |
| Відкритий чемпіонат Франції з тенісу                                           |      |      |      |      | NH   | NH   | NH   | NH   |
| Вімблдонський турнір                                                           |      |      |      |      | NH   | NH   | NH   | NH   |
| Відкритий чемпіонат США з тенісу                                               | 3р   | ЧФ   | ЧФ   | ПФ   | ПФ   |      |      | П    |